# Ernst Hasenclever

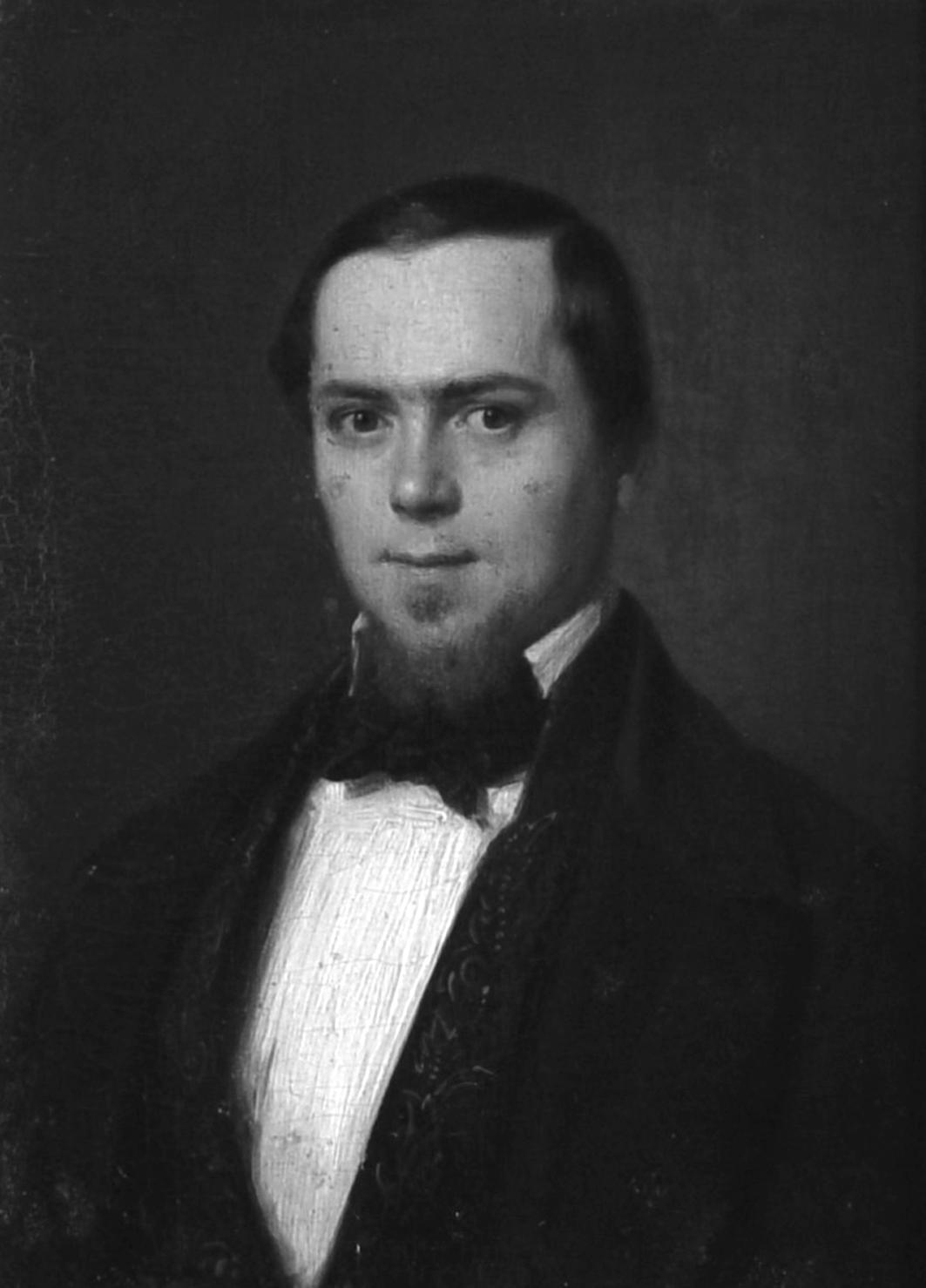
Ernst Hasenclever, vermutlich gemalt in den 1840er Jahren

Georg Bernhard Ernst Hermann Hasenclever (* 18. November 1814 in Ehringhausen bei Remscheid; † 10. Januar 1869 ebenda) war ein deutscher Kaufmann, Fabrikbesitzer und Politiker. Historische Bedeutung hat vor allem seine Beschreibung der Mine Gongo-Soco in der brasilianischen Provinz Minas Gerais aus dem Jahr 1839.

## Leben
Ernst Hasenclever war ein Sohn des Kaufmannes David Hasenclever (1778–1857) und dessen Ehefrau Henriette (1781–1850), einer Tochter des Juristen und Schriftstellers Johann Georg Schlosser. Seine Brüder waren der Arzt Richard Hasenclever und der Landrat Georg Hasenclever.
Ernst, benannt nach seinem Taufpaten Ernst Moritz Arndt, erhielt eine kaufmännische Ausbildung. Vom Stammhaus seiner Familie wurde er 1837 in das Kaiserreich Brasilien entsandt. Am 7. Oktober kam er nach einer langen Schiffsreise, die am 28. Juli in Hamburg begonnen hatte, in Rio de Janeiro an. Dort befand sich die 1830 von seinem Onkel Josua Hasenclever initiierte Filiale der vom Großvater Johann Bernhard Friedrich Hasenclever (1731–1806) gegründeten Firma, für die er bis 1844 in Brasilien arbeitete.

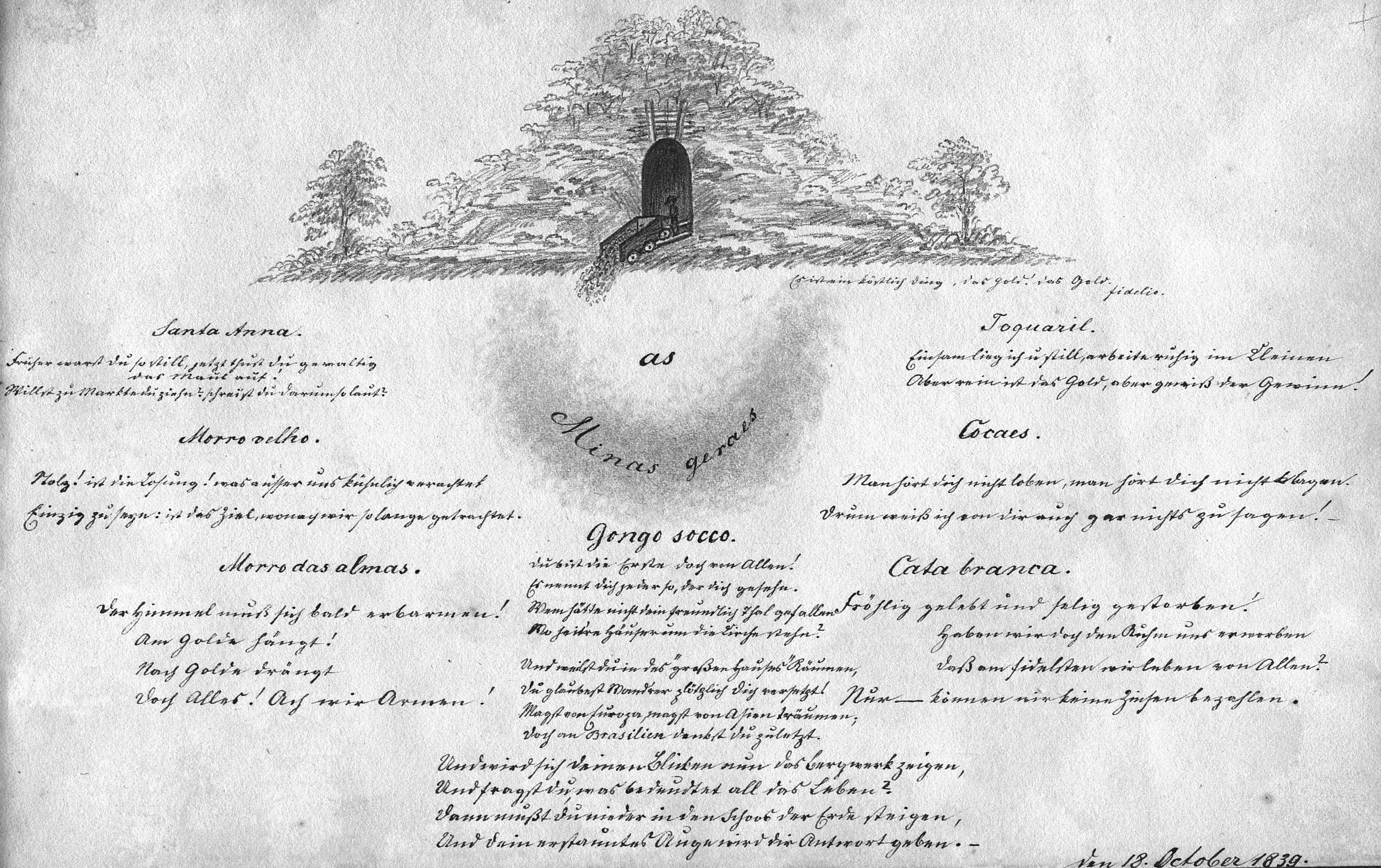
As Minas Gerais, Tagebuchblatt vom 18. Oktober 1839

Während seines Aufenthalts in Brasilien unternahm er einige Reisen, die er in Text und Zeichnung in einem Tagebuch für Berichte an seine Familie festhielt. Im Jahr 1839 besuchte er die Goldabbauregion der Provinz Minas Gerais und gab einen detaillierten Bericht über die Gongo-Soco-Goldmine ab, die sich nördlich von Ouro Preto und östlich von Caeté befand und der 1824 in England gegründeten Imperial Brazilian Mining Association gehörte, seinerzeit die größte Goldmine Brasiliens. Hasenclever ging in die tiefsten Stollen von Gongo-Soco und war beeindruckt von der Organisation, der Arbeitsteilung, der verwendeten Technik und der Verwaltungsstruktur des Unternehmens.
In Rio de Janeiro vertrat er den preußischen Generalkonsul Carl Wilhelm Theremin bei dessen reisebedingter Abwesenheit.
Am 10. Oktober 1851 heiratete er die US-Amerikanerin Luisa Friederika Vezin (* 22. Juni 1823 in Philadelphia, Pennsylvania; † 22. Oktober 1899 in Ehringhausen), eine Tochter des Kaufmanns und Schachgroßmeisters Charles Henri (Carl Heinrich) Vezin (1782–1853), mit der er in Ehringhausen lebte. Aus ihrer Ehe gingen ein Sohn hervor, der spätere Hauptmann Johann Bernhard Hermann Hasenclever (* 8. Oktober 1852 in Ehringhausen; † 6. Oktober 1939 in Luzern), sowie die spätere Schriftstellerin Julia Jobst. 
Am 15. Januar 1867 wurde Ernst Hasenclever in die Preußische Abgeordnetenkammer aufgenommen, nachdem er am 12. November 1866 als Nachfolger des Abgeordneten Werner Siemens (Deutsche Fortschrittspartei) von einer Mehrheit der Wahlmänner der Kreise Lennep und Solingen im Wahlbezirk Düsseldorf I gewählt worden war. Sein unterlegener Gegenkandidat war der Solinger Bürgermeister Josef Lambert Trip gewesen.
Als Auszeichnung trug Hasenclever den Roten Adlerorden 4. Klasse.